# Санта-Віторія (Бежа)
Санта-Віторія (порт. Santa Vitória; МФА: [ˈsɐ̃.tɐ vi.ˈtɔ.ɾi.ɐ]) — парафія в Португалії, у муніципалітеті Бежа. Розташована в південній частині країни, на теренах історичної португальської провінції Алентежу. Входить до складу округу Бежа. За адміністративним поділом, чинним до 1976 року, терени парафії були складовою провінції Нижнє Алентежу. Належить до Безької діоцезії Католицької церкви. Патрон — свята Вікторія. Площа — 111,3229 км². Населення — 595 ос. (2011). Слабо урбанізований регіон. Густота населення — 5,34 осіб/км²
. Код — 020512.

## Населення
| Кількість мешканців | Кількість мешканців | Кількість мешканців | Кількість мешканців | Кількість мешканців | Кількість мешканців | Кількість мешканців | Кількість мешканців | Кількість мешканців | Кількість мешканців | Кількість мешканців | Кількість мешканців | Кількість мешканців | Кількість мешканців | Кількість мешканців |
| ------------------- | ------------------- | ------------------- | ------------------- | ------------------- | ------------------- | ------------------- | ------------------- | ------------------- | ------------------- | ------------------- | ------------------- | ------------------- | ------------------- | ------------------- |
| 1864                | 1878                | 1890                | 1900                | 1911                | 1920                | 1930                | 1940                | 1950                | 1960                | 1970                | 1981                | 1991                | 2001                | 2011                |
| 798                 | 765                 | 1 083               | 1 108               | 1 545               | 1 794               | 2 931               | 2 396               | 2 383               | 2 240               | 1 495               | 1 092               | 817                 | 750                 | 595                 |